# Nils-Eric Sahlin
Nils-Eric Sahlin, född 20 juli 1954 i Växjö, är en svensk filosof, professor i medicinsk etik vid Medicinska fakulteten, Lunds universitet och tidigare professor i teoretisk filosofi vid samma universitet.
Sahlin disputerade 1984 på avhandlingen Secondary Levels in Decision Making. Sahlin har inriktat sig på frågor som rör rationellt och mänskligt beslutsfattande under osäkerhet. Men han har också skrivit uppsatser inom flertalet av filosofins huvudområden och arbetat inom områden som tangerar juridik och kognitiv psykologi.
Sahlin har särskilt intresserat sig för den brittiske filosofen Frank Plumpton Ramseys filosofi. Förutom monografin The Philosophy of F.P. Ramsey (Cambridge 1990) och ett flertal uppsatser i ämnet har han även redigerat och givit ut några av Ramseys efterlämnade arbeten.
”Vad är kreativitet?” och ”Hur skapar man kreativa miljöer?” är två frågor Sahlin skrivit om. Ett recept på hur man skapar kreativa miljöer finns på hans webbplats.
Sedan 2017 är Sahlin medlem i EU-kommissionens etikråd, The European Group on Ethics in Science and New Technologies (EGE). 

## Utmärkelser, ledamotskap och priser
- Ledamot av Kungliga Vitterhets Historie och Antikvitets Akademien (LHA)
- Ledamot av Kungl. Skogs- och Lantbruksakademien (LSLA)
- Ledamot av Vetenskapssocieteten i Lund (LVSL, 1988)[3]
- Ledamot av Academia Europaea